# Parasagitta setosa
Parasagitta setosa eller Sagitta setosa är en djurart som tillhör fylumet pilmaskar, och som först beskrevs av J. Müller 1847. Parasagitta setosa ingår i släktet Parasagitta (eller Sagitta) och familjen Sagittidae. Inga underarter finns listade i Catalogue of Life.